# “1999·12·5”特大持枪抢劫银行案
“1999·12·5”特大持枪抢劫银行案發生於1999年12月5日的郑州，是五名劫匪抢劫航海东路530号郑州城市合作银行的案件，該行共被搶走208万，并有一名保安和一名银行职员遭到重傷，事后劫匪“人间蒸发”。案件震惊中国领导高层，时任国务院总理朱镕基、中央政法委书记罗干、公安部部长贾春旺曾做出批示。2015年10月27日也就是16年后警察通过现代科技侦破了此案，而当时的劫犯石二群已经利用分得的百余万和自己的经商头脑投资成为了亿万富翁。

## 抢劫过程
犯人共五人，都是农民子弟，主犯石二群是包工头，精明且有经济头脑，另外四人是余全收、李付利、石新春、陈德成。石二群策划了一年多，召集同伙之前秘密准备了三个月，包括从许昌以每把1500元的价格购买5把由发令枪私自改装的左轮手枪，提前半年在银行周边踩点，设计逃跑路线，掌握银行作息时间，还摸了下防弹玻璃厚度。1999年12月5日19时20分左右，李付利和陈德成进入银行，保安上前询问，随后余全收和石新春也进入银行并掏出手枪向保安连开4枪，保安当场不省人事，石二群和另外两名男子各自抡起铁锤砸碎了防弹玻璃，将捆扎装包后的营业款，装入预先准备好的袋子内，整个过程约4分钟左右。事发时银行大厅的监控探头因内存已满而被营业员暂时关闭，给破案造成了难度。得手后五人沿提前设计好的路线分头逃跑，逃跑其间几名疑犯从中药城内一垃圾站旁的墙洞中钻出，最后骑着事前准备好的自行车逃回租住的房屋内，其余4人分头离开，回到工地照常干活，稍作停留返回驻马店，然后由石二群带领去云南躲避风声，而石二群分得百余万赃款。

## 案件侦查
案发后，郑州市公安局立即成立“12.5”专案工作指挥部，动员刑侦、技侦、网监、治安、特警、交警等警种的“精兵强将”合力侦查。专案组民警从被抢劫银行之前的监控以及附近银行调取收集监控录像带168盘，从中列出可疑人员158名。专案警察对劫犯留下的一些可能成为证据的物品进行地毯式的排查，包括查明制造者。
2015年省公安厅副厅长、郑州市副市长、市公安局局长要求对郑州历年来发生的重特大积案进行侦破，当年的侦查员如今多已退休，警方通过现代刑侦技术奋战10个月后终于锁定主犯石二群等3名嫌疑人，迅速从郑州赶赴驻马店抓捕了3名嫌疑人，终于在16年后侦破了此案。老侦查员巴西振说：“当年“12.5”专案各种取证调查材料卷宗可以足足堆满一个屋子，每一摞都一人多高，凝聚了太多侦查员的心血。”

## 主犯石二群成为亿万富翁
事后劫犯主脑石二群利用分得的120万左右的赃款，购置土地开发，经过10多年经营变成拥有房地产开发、商贸、休闲农庄等多处产业、资产过5亿的企业家，石二群称钱是自己从云南赚的，而他的亲人朋友并不知晓。石二群曾在2009年驻马店市房地产企业表彰会上获得表彰，上缴了上亿元税收，此外石二群还做慈善赎罪，包括为汶川地震灾区捐钱、给老家修路，资助过两个大学生。石二群称自己做慈善是因为自己亏待了社会：“至少能对自己是一种安慰”。2003年余全收将赃款挥霍一空，而石二群的楼房也因经济形式不好而卖不出，余全收怂恿石二群再抢一次，一开始，李付利也加入，因没有事前踩点余全收被抓，石二群让李付利替自己顶罪，并帮他们照顾好家庭，在石二群的关照下，余全收、石新春、李付利三人分别挣了数百万到数千万元不等。在十年间石二群一直担心受怕，并准备好随时逃到国外。石二群原计划58岁前赚够15亿，还计划在水屯镇花2000万元修一所学校。石二群被捕後，對記者說希望自己的孩子好好回报社会并忘了他父親。案件侦破曝光后石二群被网络谣传有“4个老婆，12个孩子”，而其实石二群只有4个孩子。